# Manteniment orbital
En astrodinàmica, el manteniment orbital, el sustentament orbital, o el manteniment d'estació orbital (orbital station-keeping en anglès) és el conjunt d'operacions necessàries per mantenir una nau espacial en una determinada òrbita. Les operacions destinades al manteniment orbital són maniobres orbitals executades mitjançant els sistemes de propulsió de la nau.
En el cas de satèl·lits en òrbita terrestre baixa, el manteniment orbital ha de contrarestar les pertorbacions que fan que l'òrbita real divergeixi respecte l'òrbita kepleriana. Aquestes pertorbacions inclouen les forces que resulten de l'aplatament de la Terra, la gravetat del Sol i la Lluna, la pressió de radiació solar, l'arrossegament de l'atmosfera i la marea de la Terra.
En el cas de satèl·lits en òrbita geoestacionària, el manteniment orbital ha de contrarrestar principalment les variacions de la inclinació causades per la gravetat del Sol i la Lluna. Per a això, s'executen maniobres orbitals en direcció ortogonal al pla orbital. Aquest tipus de manteniment orbital s'anomena control nord/sud. El delta-v necessari per contrarrestar la pertorbació en la inclinació orbital és de l'ordre de 45 m/s per any. Addicionalment, la rotació no-simètrica de la Terra causa variacions en el període orbital, i la pressió de radiació solar causa variacions en l'excentricitat orbital. Aquests dos paràmetres es controlen mitjançant maniobres orbitals en la direcció tangencial a l'òrbita. Aquest tipus de manteniment orbital s'anomena control est/oest, i requereix menor delta-v que el control nord/sud.
En el cas de naus que orbiten al voltant d'un punt de Lagrange, la posició orbital és especialment sensible a petites pertorbacions. Aquestes òrbites es dissenyen utilitzant un model de tres cossos (dos cossos celestes i la nau). El manteniment orbital ha de contrarrestar totes aquelles pertorbacions que allunyen el moviment real de la nau respecte al moviment teòric del model de tres cossos.